# 新堂なおと
新堂 なおと（しんどう - ）は、日本の漫画家。主に成人向け漫画を執筆している。

## 概要
1999年、「月夜見」で『漫画ばんがいち』（コアマガジン）よりデビューし、『コミック魔翔』（現『マショウ』、三和出版）を中心に活躍する。
現在商業誌での活動は休止しており、主に同人サークルで活動している。

## 作品リスト

### 単行本
- 桃幻小町（2002年8月 三和出版）
- ぷちらば。（2004年1月 三和出版）
- ぴんくぱふぇ（2005年10月 三和出版）

### 単行本未収録作品
- 漫画ばんがいち（コアマガジン）
  - 月夜見（1999年3月号）
- COMICポプリクラブ（晋遊舎）
  - るいともラヴァーズ（2004年9月号）
  - どきどきチャイナカフェ（2004年11月号）
  - みっどないとラヴァーズ（2004年12月号）
  - らぶたいむ・ちゃれんじ（2005年1月号）
  - すぺしゃるバースディ（2005年3月号）
  - るいともフレンズ発動編（2005年5月号）
- コミック・マショウ（三和出版）
  - こんぷれっくすハニー（2005年11月号）
  - キャンディスィート まい♥しすたあ（2006年1月号）
  - スィートメモリー まい♥が～る（2006年2月号）
  - ご奉仕します! ラブ♥プリンセス（2006年3月号）
  - いぢめてとろけて カラフルラヴァ～♥（2006年5月号）
  - 感染（うつ）してあげる マイ♥ラヴウィルス（2006年6月号）
  - 最後? にあげるらぶ♥メモリー（2006年7月号）
  - 独占! マイラヴァー（2006年9月号）
  - ひろなのにちようび（2006年10月号）
  - 華夜の課外授業（2006年11月号）
- コミックメガゴールド（コアマガジン）
  - 彼女はボクのおんりぃ わんっ!（Vol.2 2007年7月）
- コミックメガストア（コアマガジン）
  - 生徒会長の教育日誌♥ （2007年11月号）
  - 生物部の品格（2008年3月号）
- コミックメガストアH（コアマガジン）
  - 今日から飼い主さま!?（2008年11月号）